# Mycena clavata
Mycena clavata är en svampart som tillhör divisionen basidiesvampar, och som först beskrevs av Peck, och fick sitt nu gällande namn av Scott Alan Redhead. Mycena clavata ingår i släktet Mycena, och familjen Favolaschiaceae. Arten är reproducerande i Sverige.